# サヴィリアーノ
サヴィリアーノ（イタリア語: Savigliano）は、イタリア共和国ピエモンテ州クーネオ県にある、人口約2万2000人の基礎自治体（コムーネ）。

## 地理

### 位置・広がり

#### 隣接コムーネ
隣接するコムーネは以下の通り。
- カヴァッレルマッジョーレ
- チェルヴェーレ
- フォッサーノ
- ジェノーラ
- ラニャスコ
- マレーネ
- モナステローロ・ディ・サヴィリアーノ
- スカルナフィージ
- ヴェルツオーロ
- ヴィッラファッレット
- ヴォッティニャスコ

#### 地震分類
イタリアの地震リスク階級 (it) では、3 に分類される
。

## 行政

### 分離集落
サヴィリアーノには、以下の分離集落（フラツィオーネ）がある。
- Apparizione, Canavere, Levaldigi, San Giacomo, San Grato, Sanità, San Salvatore, Santa Rosalia, Solere, Solerette, Suniglia, Tetti Vigna, Cavallotta, Maresco, Tetti Roccia, Rigrasso, Tetti Chiamba

## 姉妹都市
- Pylos-Nestor、ギリシャ 1962年
- モルマンノ、イタリア 1989年
- Villa María、アルゼンチン 2000年

## 人物

### 著名な出身者
- ジョヴァンニ・スキアパレッリ - 19-20世紀の天文学者。火星の観測で知られる（火星の運河を参照）。